# The Six Triple Eight
The Six Triple Eight is een Amerikaanse oorlogsfilm uit 2024, geschreven en geregisseerd door Tyler Perry. De hoofdrollen worden vertolkt door Kerry Washington, Ebony Obsidian, Dean Norris, Sam Waterston en Oprah Winfrey.

## Verhaal
De film is gebaseerd op het artikel "Fighting a Two-Front War" uit 2019 van Kevin M. Hymel in het tijdschrift WWII History, over de bijdragen van het 6888th Central Postal Directory Battalion, een volledig zwart en vrouwelijk bataljon, tijdens de Tweede Wereldoorlog.

## Rolverdeling
| Acteur           | Personage              |
| ---------------- | ---------------------- |
| Kerry Washington | majoor Charity Adams   |
| Ebony Obsidian   | Lena Derricott         |
| Dean Norris      | generaal Halt          |
| Sam Waterston    | Franklin Roosevelt     |
| Oprah Winfrey    | Mary McLeod Bethune    |
| Susan Sarandon   | Eleanor Roosevelt      |
| Milauna Jackson  | kapitein Noel Campbell |
| Kylie Jefferson  | Bernice Baker          |
| Shanice Shantay  | Johnnie Mae            |
| Sarah Jeffery    | Dolores Washington     |
| Pepi Sonuga      | Elaine White           |

## Productie
In december 2022 werd aangekondigd dat Tyler Perry de film Six Triple Eight voor Netflix zou schrijven en regisseren. De film is gebaseerd op het artikel van historicus Kevin M. Hymel, "Fighting a Two-Front War", gepubliceerd in de editie van februari 2019 van het tijdschrift WWII History. In januari 2023 werd de cast, met onder meer Kerry Washington, Sam Waterston, Susan Sarandon en Oprah Winfrey, aangekondigd, waarbij Washington ook toetrad als uitvoerend producent.

### Filmopnames
De filmopnames gingen van start op 17 januari 2023 in Atlanta. Er werd ook gefilmd in Little Germany, Bradford en in het Imperial War Museum Duxford in februari. In maart 2023 werd er gefilmd in Cedartown, Georgia.

## Release
The Six Triple Eight ging op 6 december 2024 in première in een beperkt aantal Amerikaanse bioscopen alvorens vanaf 20 december gestreamd te worden op Netflix. De film kreeg gemengde kritieken van de filmcritici, met een score van 50% op Rotten Tomatoes, gebaseerd op 36 beoordelingen.

## Prijzen en nominaties
De belangrijkste:
| Jaar | Prijs            | Categorie      | Genomineerde(n)              | Uitslag       |
| ---- | ---------------- | -------------- | ---------------------------- | ------------- |
| 2025 | Satellite Awards | Beste filmsong | "The Journey" (Diane Warren) | In afwachting |